# Флогістон
Флогістон (грец. φλογιστόν — займистий, горючий) — в уявленнях хіміків XVIII ст. гіпотетична основа горючості, особлива невагома речовина («вогненна субстанція», «вогняна матерія»), що нібито міститься в усіх горючих речовинах і вивільнюється з них при горінні.
Термін введений Йоганном Бехером і Георгом Шталем у 1703 році для пояснення процесів горіння. Флогістон уявляли як невагому рідину, що вилітала з речовини при спалюванні. У той час вважалося, що метал — це сполука «землі» (оксиду металу) із флогістоном, і при горінні метал розкладається на «землю» і флогістон, який змішується з повітрям і не може бути відділений від нього. Збільшення маси металу при згорянні пояснювали від'ємною масою флогістону. Здатність виділяти флогістон з повітря приписували рослинам.

## Флогістон і відкриття газів
Хіміки XVI і XVII століть досить часто згадували про виділення газу при впливі кислот на метали. Першим зібрав і дослідив цей газ Генрі Кавендіш тільки в 1766. Будучи прихильником теорії флогістону, Кавендиш думав, що цей газ, через його горючість і легкість, і є чистий флогістон. Уже пізніше, у 1783 році, Антуан Лавуазьє, провівши дослідження води, довів складність її будови, а в 1787 визначив «горюче повітря» як новий хімічний елемент, що тепер відомий під ім'ям водню.
Оскільки речовина припиняє горіти, коли повністю згорить, або коли в об'ємі, де вона горить, скінчиться все повітря, то повітря також було якийсь час частиною теорії. У такий спосіб вважалося, що саме повітря поглинає флогістони, що залишають тіло при спалюванні. Джозеф Блек, студент Даніеля Резерфорда, відкрив азот у 1772 і використовував дану теорію, щоб пояснити свій результат. Залишок повітря після горіння, що фактично є сумішшю азоту і вуглекислого газу, іноді згадувався як «phlogisticated air» (перенасичений флогістонами).
Навпаки ж, коли був виявлений кисень, його назвали «dephlogisticated air» (бідний флогістонами), як речовина, здатна до об'єднання з великою кількістю флогістонів, завдяки чому вона може підтримувати горіння довше, ніж звичайне повітря.

## Значення флогістону для хімії
Гіпотеза флогістону була першою теорією в хімії і дозволила узагальнити безліч хімічних реакцій. Це було помітним кроком на шляху становлення хімії як науки. У 70-x роках XVIII століття теорію флогістону було спростовано працями Антуана Лавуазьє, завдяки яким її змінила інша — киснева теорія горіння.